# Joan Collins
Dáma Joan  Henrietta Collins (* 23. května 1933, Londýn) je britská herečka. Debutovala v devíti letech, ve filmu se poprvé objevila v roce 1955 jako devatenáctiletá.

## Osobní život
Její mladší sestrou byla spisovatelka Jackie Collins (1937–2015).
Joan Collins je popáté vdaná, jejím mužem byl mj. anglický herec Anthony Newley. Její poslední manžel, filmový producent Percy Gibson, je mladší o 32 let. Vzali se v roce 2002.